# Wario Land: Super Mario Land 3
Wario Land: Super Mario Land 3 (スーパーマリオランド３ ワリオランド?, Sūpā Mario Rando 3: Wario Rando) è un videogioco a piattaforme, sviluppato e pubblicato da Nintendo nel 1994 per Game Boy. È parte della serie di Wario Land, nonché sequel di Super Mario Land 2: 6 Golden Coins. È il primo gioco con protagonista Wario, apparso per la prima volta nell'episodio precedente. Questo gioco usa la stessa struttura a livelli di Super Mario Bros. 3. Ci sono in tutto sette mondi.

## Trama
Dopo essere stato cacciato da Mario e aver perso tutte le sue ricchezze al termine di Super Mario Land 2, Wario, per arricchirsi di nuovo, decide di mettersi contro i pirati Brown Sugar, guidati da Capitan Melassa. Questi ha recentemente rubato una gigantesca statua dorata della Principessa Peach dal Regno dei Funghi: Wario ha come obiettivo quello di recuperare la statua e rivenderla a Mario in cambio di abbastanza denaro da costruirsi un castello ancora più grande del precedente. Il nostro "eroe" quindi si avventura in Kitchen Island, il covo dei pirati, recuperando durante la sua esplorazione i vari tesori rubati dai pirati, per poi fronteggiare infine Capitan Melassa, che si rivela essere una piratessa e ha come arma segreta una lampada magica che contiene un Genio.
Wario ha la meglio e Melassa fugge giurando vendetta. Wario finalmente riesce a mettere le mani sulla statua dorata, ma all'ultimo momento giunge Mario che se la riprende. Wario, sorpreso e deluso, strofina la lampada (come aveva visto fare a Capitan Melassa nella battaglia finale) e ne vede uscire il genio, che si offre di esaudire un desiderio. Wario vuole un castello, e il Genio in cambio gli chiede tutto il denaro e i tesori che ha raccolto nella sua avventura.
A seconda della quantità di sacchi di monete ottenuti, Wario riceverà un castello via via sempre più grande e bello, a partire da una casetta per uccelli, un tronco di albero, una casetta, una pagoda, un vero castello e infine, se ha completato tutti e 40 i livelli con almeno 10.000 monete e tutti i tesori (equivalenti a un totale di 99.999 monete, il punteggio massimo ottenibile), un intero pianeta. Su ogni abitazione comparirà il logo di Wario, una W, mentre sul pianeta appare scolpito il suo volto. Se Wario riesce a conquistare il pianeta nei titoli di coda comparirà la scritta "PERFECT GAME!".

## Modalità di gioco
Nei capitoli precedenti, Mario sconfigge la maggior parte dei nemici saltandoci sopra, e acquisisce poteri speciali raccogliendo oggetti particolari come il fiore di fuoco. In questo titolo della saga, invece, la mossa principale di Wario è la Body Slam (o Schiacciata a terra): premendo il pulsante B, Wario è in grado di dare una potente spallata, con cui può scagliare lontano i nemici, distruggere blocchi e aprire forzieri.

### Trasformazioni di Wario
Raccogliendo particolari oggetti detti vasi, Wario ottiene inoltre poteri speciali:

### Monete e tesori
Come Mario, anche Wario può raccogliere denaro. A differenza del titolo precedente, che comprendeva solo monete semplici, esistono:
- monete normali, che Wario può trovare lungo la strada, o nascoste dentro blocchi, oppure farle saltar fuori dai nemici colpendoli con la Body Slam (non con quella verso il basso di Wario Toro, che invece li disintegra e non ne dà diritto);
- monete speciali, su cui è disegnato un "+" (il numero 10 in caratteri giapponesi), che valgono quanto 10 monete normali; Wario può anche tirarne fuori una dalle tasche e scagliarla contro i nemici. Un'altra funzione delle monete da 10 è quella di fungere da "chiave" per aprire le porte di fine livello quando sono chiuse. Altre monete speciali sono quelle nascoste dentro blocchi più grossi, ciascuna delle quali equivalgono a cento monete normali;
- tesori, che valgono una gran quantità di denaro: Wario può impossessarsene cercando la stanza che li custodisce, che deve essere aperta con un'apposita chiave, nascosta all'interno dello stesso livello ed aprendo con una Body Slam (o sputando fuoco con Wario dragone) il forziere nella stanza. Ogni tesoro, nel conteggio che avviene una volta completato il gioco, vale un certo numero di monete.

## Le zone
Come nel capitolo precedente, anche qui l'isola in cui Wario si trova è divisa in zone, una diversa dall'altra: le scorrerie di Wario riusciranno in parte a cambiare la fisionomia di alcuni di questi luoghi durante il gioco, eliminando ostacoli lungo la via e rendendo accessibili livelli segreti e nuovi tesori.
- La Spiaggia di riso (Rice Beach), che è il luogo in cui l'avventura comincia. Una volta sconfitto il boss del suo ultimo livello sarà in parte sommersa;
- Il Monte Teiera (Mount Teapot), una montagna a forma appunto di teiera con un "coperchio" fluttuante, che Wario sarà in grado di far precipitare;
- La Terra del sorbetto (Sherbet Land), un gigantesco iceberg che galleggia in mare, che è accessibile solo dal Monte Teiera e non direttamente dalla mappa come gli altri, il che ne fa una zona facoltativa del gioco;
- Il Canyon Stufa (Stove Canyon), un lago di lava incandescente;
- Il Veliero Tazzaditè (Sail Ship Tea Cup), una nave pirata da cui Wario fuggirà facendosi sparare da un cannone gigante;
- La Foresta di Prezzemolo (Parsley Woods), una foresta di giganteschi ciuffi di prezzemolo, che circonda Lake Asparagus, un grande lago, che Wario riuscirà a prosciugare;
- Il Castello di Melassa (Syrup Castle), residenza di Capitan Melassa, di cui Wario raderà al suolo parte della montagna su cui è costruito.

### Boss
Ogni zona dell'isola è custodita da un boss (tutti appartenenti alla Black Sugar Gang), ciascuno riscontrabile nel corrispettivo percorso finale e che Wario dovrà affrontare e sconfiggere. Una volta sconfitto un boss, Wario entrerà in possesso di ingenti somme di denaro (tranne in Sherbert Land dove verrà premiato con tre cuori giganti che gli conferiranno vite extra) e potrà così passare da una zona all'altra, non prima di aver esposto una bandiera con il logo "W" di Wario. 

## Seguiti
Sebbene venga sottotitolato come Super Mario Land 3, in realtà Wario Land ha dato vita ad una serie separata: il successivo gioco è infatti intitolato Wario Land II, seguito poi da Wario Land 3, Wario Land 4, Wario: Master of Disguise e Wario Land: The Shake Dimension. Inoltre è stato pubblicato un capitolo per Virtual Boy, Virtual Boy Wario Land.